# Mesogastrura boneti
Mesogastrura boneti är en urinsektsart som först beskrevs av Tarsia in Curia 1941.  Mesogastrura boneti ingår i släktet Mesogastrura och familjen Hypogastruridae. Inga underarter finns listade i Catalogue of Life.